# 2000 CY105
2000 CY105 est un objet transneptunien de magnitude absolue 6,6. Son diamètre est estimé à 211 km.